# 桐山結羽
桐山結羽（日语：桐山結羽，1996年7月18日—），日本AV女優。2022年9月改名為桐香ゆうり(桐香悠里），所屬事務所是NAX。。

## 個人簡歷
2017年6月以SOD的新企畫「君に惚れた!」的第一彈女優在AV界出道。

## 外部連結
- 桐山結羽的X（前Twitter）（2017年5月30日 - ）
- ଘ(੭･▽･)੭ゆうはBlog♡ （页面存档备份，存于） - 官方部落格（2017年11月20日 - ）